# Vejby Strand
Vejby Strand – miasto w Danii, w regionie Stołecznym, w gminie Gribskov.